# 梅儒瑞
梅儒瑞（英語：Gregory C. May），美國外交官、前智庫研究員及記者。現任美國駐華大使館使團副團長﹐曾任美國駐蒙古副大使、美國駐瀋陽總領事、美國駐港澳總領事等職。

## 生平

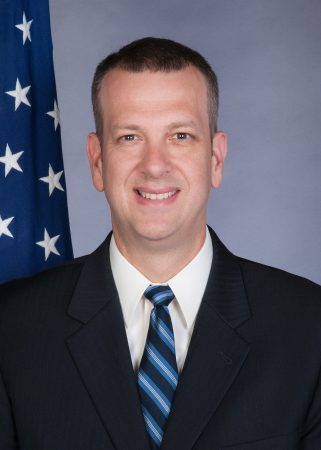
梅儒瑞，美國駐蒙古副大使及駐瀋陽總領事時期所攝。

梅儒瑞為德克薩斯州出身，自德克薩斯大學畢業後，於約翰霍普金斯大學保羅·H·尼采高級國際研究學院取得中國研究碩士。在進入美國外交體系服務前，梅儒瑞曾於1993年至1996年間擔任台灣英語電台——台北國際社區廣播電台（ICRT）記者，並曾任《新聞周刊》通訊員及華盛頓特區外交政策智庫尼克森中心（現國家利益中心）中國研究助理總監及研究員。
2000年，梅儒瑞入職美國國務院，歷經美國國務院政治事務次卿特別助理及國務院秘書處、中國事務處及越南事務處等科組的勤務。駐外經歷則包括美國駐華大使館二等秘書，亦先後至美國駐廣州總領事館及美國駐義大利大使館服務。
2016年8月5日，梅儒瑞抵華並出任駐瀋陽總領事，離任後則於2019年8月轉任美國駐蒙古大使館副大使（副館長）。

### 美國駐香港及澳門總領事
在美國駐港澳總領事職位懸空近兩個月後，梅儒瑞於2022年9月16日抵達香港任駐香港及澳門總領事，並於9月27日舉行晚宴，香港政府、商界等過百人出席。梅氏在宴會上指出，當前中美關係非常複雜，兩方需要保持密切溝通

## 個人生活
梅儒瑞會流利普通話，並在擔任駐香港及澳門總領事期間學習廣東話。
梅儒瑞已婚，其妻為馬麗虹（Margaret Li-Hung Ma），出身自台灣。兩人育有三名子女。